# شیرو ایچینوسکی
شیرو ایچینوسکی (انگلیسی: Shiro Ichinoseki؛ زادهٔ ۲۴ ژانویهٔ ۱۹۴۴) وزنه‌بردار اهل ژاپن است.
وی در مسابقات کشوری و بین‌المللی در مجموع برندهٔ ۱ مدال نقره، ۳ مدال برنز شده‌است.